# Naturräumliche Einheit 128.8
Als Naturräumliche Einheit 128.8 wird ein Teil des Naturraums Bauland im Nordosten Baden-Württembergs bezeichnet. Die namenlose naturräumliche Einheit mit der Nr. „128.8“ der Haupteinheitengruppe Neckar- und Tauber-Gäuplatten weist drei Untergliederungseinheiten in zweiter Nachkommastelle auf: Den Naturraum Nördliches Bauland (Nr. 128.80), die Wolferstetten-Eiersheimer Höhe (Nr. 128.81) und den Naturraum Buch am Ahorn (Nr. 128.82).
In der naturräumlichen Einheit Nr. 128.8 tritt der Hauptmuschelkalk gegenüber dem Wellenkalk an morphologischer Bedeutung stark zurück. Im Vergleich zur Odenwaldabdachung ist die Fließgewässerdichte gering. Neben mehreren Verkarstungserscheinungen treten eine Reihe von kleinen Trockentälchen auf. Verwitterungslehme auf Kalk prägen die Böden der Hochflächen, stellenweise mit Lösslehmbeimengungen, selten auch mit Lösslehmdecken. An Stellen, wo Lettenkeuper die Oberfläche bedeckt, neigen die Böden zur Staunässe (meist in Bereichen der Grünlandnutzung).

## Naturräumliche Gliederung
Die naturräumliche Einheit 128.8 ist folgender Teil des Naturraums Bauland der Haupteinheitengruppe Neckar- und Tauber-Gäuplatten:
- (zu 12 Neckar- und Tauber-Gäuplatten)
  - 128 Bauland
    - 128.1 Neckarelzer Tal
    - 128.2 Brunnenwald
    - 128.3 Schefflenzgäu
    - 128.4 Waidach
    - 128.5 Mittleres Bauland
      - 128.50 Seckach-Kirnau-Platten
      - 128.51 Kessachplatten
      - 128.52 Stöckig

    - 128.6 Östliches Bauland
    - 128.7 Buchener Platte
    - 128.8 Naturräumliche Einheit 128.8 (ohne Namen)
      - 128.80 Nördliches Bauland
      - 128.81 Wolferstetten-Eiersheimer Höhe
      - 128.82 Buch am Ahorn